# Quantengravitation
Die Quantengravitation ist eine in der Entwicklung befindliche Theorie, welche die Quantenmechanik und die allgemeine Relativitätstheorie, also die beiden großen physikalischen Theorien des 20. Jahrhunderts, vereinigen soll. Während die allgemeine Relativitätstheorie nur eine der vier fundamentalen Wechselwirkungen des Universums beschreibt, nämlich die Gravitation, behandelt die Quantentheorie die anderen drei Elementarkräfte (elektromagnetische Wechselwirkung, schwache Wechselwirkung und starke Wechselwirkung). Die Vereinigung dieser beiden Theorien ist unter anderem wegen ihrer Überschneidungen, aber auch wegen abweichender wissenschaftsphilosophischer Konsequenzen erstrebenswert.

## Hintergründe
Generell beschreibt die allgemeine Relativitätstheorie den Aufbau des Universums im Großen und ist bei großen Massen und Beschleunigungen praktikabel. Die Quantentheorie hingegen beschreibt die Wechselwirkung zwischen kleinsten Teilchen in kleinen Raumgebieten.
Obwohl die Gravitation die schwächste der Elementarkräfte ist, bestimmt sie nicht nur das Weltbild der Physik, sondern dominiert trotz ihrer „Kleinheit“ im Vergleich zu den anderen Wechselwirkungen in der Regel auch deren Phänomene im Großen: Sie ist die einzige der vier Elementarkräfte, die, nach heutiger Kenntnis, ausschließlich anziehend wirkt, da es nur eine Gravitationsladung (die Masse) gibt, und es somit keine entgegengesetzten Ladungen gibt, die sich gegenseitig aufheben können. Die anderen Elementarkräfte hingegen sind, obwohl betragsmäßig im Allgemeinen viel größer als die Schwerkraft, nur für mikroskopische Prozesse von Bedeutung – mit Ausnahme der elektromagnetischen Wechselwirkung, die durchaus makroskopische und im Fall von interstellarem Plasma oder den Magnetfeldern von beispielsweise Sonne und Erde auch kosmische Maßstäbe erreicht. Überschneidungen beider Theorien treten in einigen Extremfällen auf.
- Dazu gehört erstens der Urknall: Dieser stellt im Modell der allgemeinen Relativitätstheorie ein Problem dar, da hier die Krümmung der Raumzeit unendlich wird (mathematisch und auch astronomisch „singuläres Verhalten“), womit die Gesetze der allgemeinen Relativitätstheorie außer Kraft gesetzt werden sowie Dichte und Temperatur extreme Werte annehmen.
- Zweitens gehören dazu die sogenannten Schwarzen Löcher, welche durch ihre enorme Masse einhergehend mit ihrer geringen Größe die Raumzeit ebenfalls zur Singularität krümmen.

Einige Physiker verbinden mit der noch zu formulierenden Vereinigung der Gravitation mit den anderen Elementarkräften die Hoffnung, dass in einer solchen Theorie keine formal unendlichen Terme mehr auftreten und dass sich dann auch Extremfälle berechnen lassen, in denen alle Elementarkräfte gleichermaßen berücksichtigt werden müssen.
Zusätzlich gilt die Quantengravitation als möglicher Kandidat einer TOE (Theory Of Everything).

## Probleme
Bisher widersetzt sich die Gravitation allerdings beharrlich den Versuchen der Physiker, sie in ein Quantenmodell einzufügen. Dieses beruht darauf, dass alle Kräfte in Elementarportionen, die Quanten, aufgeteilt werden, wobei die Aussagen zu den Messgrößen der Theorie nur Wahrscheinlichkeitsaussagen sind (siehe etwa quantenmechanische Zustände). Diese Aussagen über die in einzelne Quanten zerlegten Kräfte lassen sich in der Quantentheorie (und nur dort, siehe etwa das EPR-Paradoxon) exakt berechnen und begründen.
Die Gravitation allerdings lässt sich nicht so einfach in Quanten zerlegen. Selbst bei klassischer Behandlung in der allgemeinen Relativitätstheorie ruft die Superposition von Raumzeitkrümmungen bereits neue Raumzeitkrümmung hervor (Nichtlinearität der Einsteinschen Feldgleichungen). Heute werden deshalb verschiedene Theorien aufgestellt, die dies ermöglichen sollen.
Die wesentliche Problematik bei der Formulierung einer Theorie der Quantengravitation besteht darin, dass etablierte Methoden, die von anderen Quantenfeldtheorien bekannt sind, sich nicht unmittelbar auf die allgemeine Relativitätstheorie übertragen lassen. Insbesondere scheitert die störungstheoretische Quantisierung und Renormierung der Gravitation. Versucht man, die Theorie mittels Gravitonen und deren Wechselwirkungen (mittels Feynmandiagrammen) zu konstruieren, so findet man die aus anderen Quantenfeldtheorien bekannten Unendlichkeiten; die Eliminierung dieser Unendlichkeiten ist jedoch mit den etablierten Methoden nicht möglich. Qualitativ können die verbleibenden Unendlichkeiten mit der weiter oben beschriebenen Nichtlinearität der Gravitationswechselwirkung erklärt werden, da beim Aufsummieren von Hochenergieprozessen für Gravitonen neue Kopplungsprozesse und resultierende Divergenzen aus Schleifenprozessen entstehen können, welche nicht mehr durch die Parameter der ursprünglichen Lagrangedichte erklärt werden können. Für eine Theorie der Quantengravitation müssen also zwingend neue Methoden zur Quantisierung bzw. Renormierung konstruiert werden, die aufgrund des zuvor diskutierten Aspekts nichtperturbativen Charakter haben sollten. Beschränkt man sich jedoch auf Gravitationseffekte bei niedriger Energieskala, kann die Quantisierung der Gravitation als effektive Feldtheorie oder als semiklassische Gravitationstheorie (z. B. im Rahmen der Beschreibung langwelliger Gravitationswellen) bereits heute erfolgreich realisiert werden.

## Kandidaten für eine Theorie der Quantengravitation
Ein Anwärter für die Quantengravitation ist die Stringtheorie, in der alle Elementarteilchen durch eindimensionale Strings repräsentiert werden. Allerdings lässt sich diese Theorie nach bisherigem Kenntnisstand nur in einem 10-, 11- oder 26-dimensionalen Universum formulieren. Außerdem ist unklar, ob und in welcher Weise sie das bekannte Standardmodell der Elementarteilchen reproduziert.
Eine Alternative ist die Schleifenquantengravitation (auch Loop-Quantengravitation LQG), in welcher auch Raum und Zeit gequantelt sind. Im Zuge der Schleifenquantengravitation wird die allgemeine Relativitätstheorie zunächst als Eichtheorie umformuliert sowie eine modifizierte Quantisierungsvorschrift angewandt. Es ist  noch nicht endgültig geklärt, ob die so definierte Theorie in sich konsistent ist und ob sie im klassischen Grenzfall die Ergebnisse der allgemeinen Relativitätstheorie reproduziert.
Eine weitere Alternative ist der Ansatz der sogenannten asymptotischen Sicherheit, einer Verallgemeinerung der asymptotischen Freiheit, der eine nicht-störungstheoretische Quantisierung und Renormierung der allgemeinen Relativitätstheorie zum Ziel hat. Dabei werden die oben genannten Probleme der störungstheoretischen Quantisierung vermieden; die Kopplungskonstanten sowie physikalischen Größen wie Streuamplituden bleiben endlich.
Die kausale dynamische Triangulation stellt einen Ansatz dar, die Gravitation in einer diskretisierten Variante vergleichbar der Gittereichtheorie mittels Pfadintegralquantisierung und Quanten-Monte-Carlo-Methode zu lösen. Diese Formulierung erlaubt die Berechnung verschiedener „Phasen“ der Quantengravitation; im langreichweitigen Limes resultiert automatisch ein De-Sitter-Universum, das heißt die kausale dynamische Triangulation reproduziert möglicherweise ohne zusätzliche Annahmen ein Universum mit nicht-verschwindender kosmologischer Konstante und beschleunigter Expansion.
Die Kausalmengentheorie untersucht die Einbettung von lokal finiten Halbordnungen (Kausalmengen) hoher Kardinalität in zeitlich orientierte Lorentzsche Mannigfaltigkeiten. Sie stellt einen weiteren Versuch dar, die Singularitäten der Einsteinschen Gravitationstheorie zu umgehen. Sie sollte in der Lage sein, auch die Dimensionalität unserer Raumzeit (3+1) abzuschätzen.
Die Supergravitation bezeichnet eine Klasse von Feldtheorien, die aus Erweiterungen der Allgemeinen Relativitätstheorie um supersymmetrische Felder, insbesondere um das hypothetische Gravitino als Spin-3/2-Partner des (ebenfalls hypothetischen) Spin-2-Gravitons, resultieren. Verschiedene Klassen der Supergravitation ergeben sich als Grenzfälle von Superstringtheorien im Limes verschwindender Stringlänge. Die Idee hinter der Supergravitation besteht darin, dass sie sowohl das Standardmodell der Elementarteilchen umfassen als auch das Renormierungsproblem lösen soll. Letzteres konnte bis heute (2018) nicht eindeutig bewiesen werden.
Dies sind nur einige Theorien, daneben gibt es noch eine ganze Reihe anderer Erklärungsmodelle.

## Die Planck-Skalen
Wenn man über die zugehörigen Naturkonstanten der Gravitationstheorie und der Quantentheorie die charakteristischen physikalischen Größen der Theorie bildet und miteinander vergleicht, kann man die charakteristischen Längen, Zeiten und Energien der Planck-Ära erhalten:
Dies geht etwa wie folgt: Die charakteristische Gravitationsenergie zweier „Planck-Massen“ {\displaystyle M_{\mathrm {P} }} im Abstand einer Planck-Länge {\displaystyle l_{\mathrm {P} }} ist: {\displaystyle E_{\mathrm {P} }=-GM_{\mathrm {P} }^{2}/l_{\mathrm {P} },} mit der Gravitationskonstanten {\displaystyle G}. Andererseits ergibt sich aus der (reduzierten) Planck-Konstante {\displaystyle \hbar } und der Planck-Zeit (=Planck-Länge/c, mit der Lichtgeschwindigkeit c) dieselbe charakteristische Energie aus der Identität {\displaystyle E_{\mathrm {P} }=\hbar /(l_{\mathrm {P} }/c)}. Durch Gleichsetzen erhält man {\displaystyle E_{\mathrm {P} }}, wenn man noch für {\displaystyle l_{\mathrm {P} }} die zugehörige Compton-Wellenlänge {\displaystyle l_{\mathrm {P} }=\hbar /(M_{\mathrm {P} }\cdot c)} einsetzt.
Insgesamt ergeben sich auf diese Weise ein sehr hoher Wert für die Planck-Energie (≈ 1019 GeV) sowie sehr kleine Werte für die Planck-Länge (≈ 10−35 m) und die Planck-Zeit (≈ 10−43 s). Das zeigt, dass es sich bei der Quantengravitation um extreme Prozesse handelt, die im Alltagsleben keine Rolle spielen. Diese Prozesse sind jedoch für Grundsatzfragen wichtig.
Direkte Messungen auf diesen Skalen sind mit heutiger Technologie nicht möglich. Dennoch gibt es verschiedene indirekte Methoden, um nach quantengravitativen Effekten zu suchen.
Ein Ansatz sind hochpräzise Beobachtungen der Lichtausbreitung über kosmologische Distanzen. Falls die Raumzeit auf kleinster Ebene nicht vollkommen kontinuierlich, sondern in diskreten Einheiten strukturiert ist, könnten sich minimale Verzerrungen in der Lichtausbreitung zeigen – eine Art quantenmechanisches „Flimmern“.
Auch makroskopische Quantensysteme wie Bose-Einstein-Kondensate werden untersucht. Sie gehorchen den Gesetzen der Quantenmechanik, könnten aber zugleich Hinweise darauf liefern, ob Raum und Zeit selbst eine diskrete Struktur aufweisen.
Teilchenbeschleuniger wie der Large Hadron Collider (LHC) bieten eine weitere Möglichkeit. Einige Modelle sagen voraus, dass bei extrem hohen Energien mikroskopische Schwarze Löcher entstehen könnten. Ihr Nachweis würde darauf hindeuten, dass die Gravitation auf kleinsten Skalen fundamental anders funktioniert als in der klassischen Physik. Bisher gibt es dafür jedoch keine experimentellen Hinweise.
Ein weiteres Forschungsfeld ist die Untersuchung von Gravitationswellen mit extrem kurzen Wellenlängen. Künftige Detektoren könnten möglicherweise Abweichungen von den Vorhersagen der Allgemeinen Relativitätstheorie aufdecken, die auf Effekte der Quantengravitation hindeuten. Solche Signale könnten aus der frühen Phase des Universums stammen und Aufschluss über physikalische Prozesse nahe der Planck-Skala geben.